# 楊伯峻

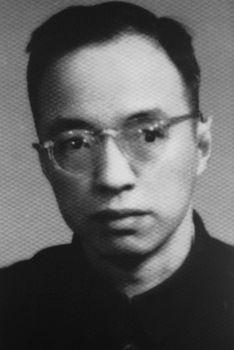
楊伯峻

楊 伯峻（よう はくしゅん、拼音: Yáng Bójùn、1909年 - 1992年）は、中国の言語学者。原名は徳崇。文言文法・虚詞研究、古籍の整理・訳注に多大な貢献をした。湖南省長沙生まれ。

## 生涯
1909年、湖南省長沙生まれ。 叔父で言語学者の楊樹達に師事。1926年、北京大学合格。1931年、黄侃に師事。1932年、北京大学中文系卒業。 その後、中等学校教員、馮玉祥将軍研究室成員、中山大学講師、湖南省『民主報』社長を歴任。
1926年、北京大学在学中に中国共産党入党。1932年、中国共産党と音信不通となり、1948年に長沙で再入党し、長沙工委の書記を務めた。
湖南省政治協商会議事務局長、中国共産党湖南省委員会統戦部弁公室主任、北京大学中文系副教授も務めた。1957年、反右派闘争の中、北京大学中文系副教授として在職中に右派の烙印を押された。
その後、蘭州大学中文系副教授となる。1960年、再び北京に赴任し、中華書局編集、北京大学歴史系教授となる。その後、中国語言学会理事、国務院古籍整理出版規劃小組顧問を務めた。

## 著作

### 中国古典文法・虚詞関連
- 楊伯峻『中国文法語文通解』（商務印書館、1936年）
- 楊伯峻『文言語法』（北京出版社、1956年）
- 楊伯峻『文言文法』（中華書局、1963年）
- 楊伯峻『文言虚詞』（中華書局、1965年）
- 楊伯峻『古漢語虚詞』（中華書局、1980年）
- 楊伯峻・田樹生『文言常用虛詞』（湖南人民出版社、 1983年）
- 楊伯峻・徐提編『春秋左伝詞典』（中華書局、1985年）
- 楊伯峻・何楽士『古漢語語法及其発展』（語文出版社、1992年）

### 古籍整理・訳注関連
- 楊伯峻『列子集解』（龍門聯合書局、1958年）
- 楊伯峻『論語訳注』（中華書局、1958年）
- 楊伯峻『孟子訳注』（中華書局、1960年）
- 楊伯峻『春秋左伝注』（中華書局、1981年）

### その他
- 楊伯峻『列子著述年代考』（藝文印書館、 1971年）
- 楊伯峻・金儒杰『楊伯峻学術論文選輯』（神州図書公司、 1983年）
- 楊伯峻『楊伯峻学術論文集』（岳麓書社、 1984年）
- 楊伯峻『楊伯峻治学論稿』（岳麓書社、 1992年）
- 文史知識編輯部『経書浅談』（中華書局、1984年）
  - 楊伯峻『経書浅談』（中華書局、2004年）
- 左言東編著・楊伯峻審定『中国政治制度史』（浙江古籍出版社、1986年）
- 楊伯峻『楊伯峻自伝』（載中国現代社会科学家伝略第4輯、山西人民出版社、1983年、125-131頁）
  - 楊伯峻『自伝』（古籍整理研究学刊1990年04期）

## 日本語訳
- 『中国文語文法』（波多野太郎・香坂順一・宮田一郎訳、 江南書院） - 『文言語法』（1956年）の翻訳
- 『漢文文法と訓読処理―編訳『文言文法』』（二松学舎大学） - 『文言文法』（1983年）の翻訳